# Дискографія Брюса Дікінсона
Брюс Дікінсон, британський вокаліст у стилі важкий метал, який випустив шість студійних альбомів, два концертних, одну збірку, один EP, десять синглів, два відеоальбоми, 14 відеокліпів і один бокс-сет. 1979 року, набувши досвіду виступів з місцевими гуртами, Дікінсон приєднався до хардрокового колективу Samson. Через два роки покинув цей колектив, щоб стати вокалістом гурту Iron Maiden. Його дебют з цим гуртом розглядають як «шедевр», за яким йшла серія платівок, що досягли десятки найкращих альбомів. 1989 року, коли Maiden взяли річну відпустку, Дікінсон і колишній гітарист гурту Gillan Янік Ґерс склали пісню «Bring Your Daughter... to the Slaughter», яка стала саундтреком до фільму «Кошмар на вулиці В'язів 5: Дитя сну». Його сольний дебют Tattooed Millionaire (1990) був витриманий в дусі глем-металу, що кардинально відрізнялося від мейденоподібной музики, на яку чекали прихильники. Чотири пісні — «Tattooed Millionaire», «Dive!», «Born in '58» і кавер-версія на пісню Девіда Бові «All the Young Dudes» — вийшли як сингли. Незабаром Дікінсон продовжив роботу Iron Maiden, запросивши нового гітариста з гурту Gers, і його сольний проект був поставлений на паузу. Dive! Dive! Live! був концертним фільмом, знятим в Лос-Анджелесі (Каліфорнія) в серпні 1990 року і виданим у липні 1991-го.
Після гастрольного туру 1993 року Дікінсон покинув Maiden і почав роботу над другим студійним альбомом під керівництвом Roy Z, гітаристом і лідером гурту Tribe of Gypsies. У червні 1994 року він випустив альбом Balls to Picasso, який дістався top-30 в декількох країнах. За словами критика AllMusic Джона Френка, альбом «дещо розчарував і не приніс нічого кардинально нового», за винятком пісні «Tears of the Dragon», яка вийшла як сингл, а також «Shoot All the Clowns». Roy Z продовжив працювати зі своїм власним колективом, а Дікінсон запросив нових учасників, з якими представив дводисковий концертний альбом Alive in Studio A. Третій альбом, Skunkworks, вийшов 1996 року й був позначений «стилістичним зміщенням, яке здобуло високі оцінки».
Через музичні розбіжності, музиканти, які записали Skunkworks полишили Дікінсона, і до нього знову приєднався Roy Z, а також екс-гітарист Maiden Адріан Сміт. Наступний альбом Accident of Birth (1997) позначений поверненням до важкішого для Дікінсона звучання. Пісні title track і «Man of Sorrows» вийшли як сингли. Наступного року співак випустив напів-концептуальний альбом про алхімію, The Chemical Wedding, який дістав визначення як «естетика модерного металу».  «Гімн мужності» під назвою «Killing Floor» став синглом. Концертний альбом Scream for Me Brazil зображує виступ наживо 1999 року в Сан-Паулу під час турне на підтримку. Того року Дікінсон і Сміт повернулися до складу і сольний проект Брюса призупинив діяльність. 2001 року співак випустив альбом «The Best of Bruce Dickinson», до якого увійшли дві нові пісні, «Broken» і «Silver Wings». 23 травня 2005 року Дікінсон випустив свій перший за сім років альбом, Tyranny of Souls. Щоб це відзначити, він перевидав усі попередні релізи, які зазнали ремастерингу, у вигляді одного бокс-сету, з додаванням бонусних треків і записів наживо, під назвою Alive. Збірка на DVD 2006 року Anthology вмістила три виступи наживо, всі промо-відео і понад годину додаткового матеріалу.
1 березня 2024 року вийшов уперше майже за 20 років новий студійний альбом Брюса The Mandrake Project. Також у підтримку альбому стартувала однойменна серія мальописів які мають допомогти глибше зануритись в атмосферу концептуальної платівки.

## Альбоми

### Студійні альбоми
| Tattooed Millionaire - Вийшов: травень 1990 - Лейбл: Sony Music (CDP 79-4-273-2) - Формат: CD, LP         | 14 | —  | 9  | 39 | —  | —  | 33 | 35 | 100 |
| Balls to Picasso - Вийшов: червень 1994 - Лейбл: EMI (8-29682-2) - Формат: CD, CS                         | 21 | 26 | 6  | 46 | 25 | 82 | 8  | 29 | 185 |
| Skunkworks - Вийшов: 19 лютого 1996 - Лейбл: Sanctuary (SMEDD196) - Формат: CD                            | 41 | —  | 14 | —  | 69 | —  | 40 | —  | —   |
| Accident of Birth - Вийшов: 3 червня 1997 - Лейбл: Castle (0000124RAW) - Формат: CD, CS, LP               | 53 | —  | 13 | 52 | 30 | 93 | 46 | —  | —   |
| The Chemical Wedding - Вийшов: 14 липня 1998 - Лейбл: Sanctuary (SMRCD214) - Формат: CD, CS, LP           | 55 | —  | 22 | 41 | 64 | —  | 31 | —  | —   |
| Tyranny of Souls - Вийшов: 23 травня 2005 - Лейбл: Sanctuary (MYNCD035) - Формат: CD                      | 65 | 56 | 10 | 39 | 75 | 96 | 10 | 73 | 180 |
| The Mandrake Project - Вийшов: 1 травня 2025 - Лейбл: BMG Records (BMGCAT844CD) - Формат: CD, LP, Digital | —  | —  | —  | —  | —  | —  | —  | —  | —   |
| «—» означає, що реліз не потрапив до чарту або не виходив у цій країні.                                   |    |    |    |    |    |    |    |    |     |

### Концертні альбоми
| Альбом                                                                                    | Примітка |
| ----------------------------------------------------------------------------------------- | --- |
| Alive in Studio A - Вийшов: березень 1995 - Лейбл: Castle (RAWDD102) - Формат: CD, CS     | Альбом вийшов як подвійний диск. Перший CD записано наживо в студії, а другий - у Marquee Club. Він посів 96-те місце у британському чарті.                                                                                         |
| Scream for Me Brazil - Вийшов: 2 листопада 1999 - Лейбл: Sanctuary (NR 4502) - Формат: CD | Диск тривалістю 70 хвилин, записаний у Сан-Паулу в 1999 році, під час «світового турне Chemical Wedding». Це друге турне Брюса Дікінсона, під час якого на гітарі грав Адріан Сміт. Альбом посів 177-ме місце в британському чарті. |

### Збірки
| Альбом                                                                                          | Найвищі місця в чартах | Найвищі місця в чартах | Найвищі місця в чартах | Найвищі місця в чартах | Примітка |
| Альбом                                                                                          | ВЕЛ                    | ФІН                    | НІМ                    | ШВЕ                    | Примітка |
| ----------------------------------------------------------------------------------------------- | ---------------------- | ---------------------- | ---------------------- | ---------------------- | --- |
| The Best of Bruce Dickinson - Вийшов: 25 вересня 2001 - Лейбл: Metal-Is (MISCD014) - Формат: CD | 141                    | 6                      | 72                     | 42                     | Вмістив дві нові пісні, «Broken» і «Silver Wings». У Великій Британії вийшов з бонусним CD, що містив рідкісні пісні, які виходили на сторонах B синглів. |

### Міні-альбоми
| Бокс-сет                                                                                          | Примітка                                                                                               |
| ------------------------------------------------------------------------------------------------- | --- |
| Skunkworks Live EP - Вийшов: жовтень 1996 - Лейбл: Victor Entertainment (VICP-15074) - Формат: CD | Концерт записаний у Памплоні та Жироні (Іспанія) 31 травня і 1 червня 1996 року. Вийшов лише в Японії. |

## Сингли
| 1990 | «Tattooed Millionaire» | 18 | 14 | —  | —  | Tattooed Millionaire |
| 1990 | «All the Young Dudes»  | 23 | 18 | 25 | —  | Tattooed Millionaire |
| 1990 | «Dive! Dive! Dive!»    | 45 | —  | —  | —  | Tattooed Millionaire |
| 1990 | «Born in '58»          | 81 | —  | —  | —  | Tattooed Millionaire |
| 1994 | «Tears of the Dragon»  | 28 | 6  | —  | 36 | Balls to Picasso     |
| 1994 | «Shoot All the Clowns» | 37 | 20 | —  | —  | Balls to Picasso     |
| 1995 | «Sacred Cowboys» #     | —  | —  | —  | —  | Skunkworks           |
| 1996 | «Back from the Edge»   | 68 | —  | —  | —  | Skunkworks           |
| 1996 | «Solar Confinement» #  | —  | —  | —  | —  | Skunkworks           |
| 1997 | «Accident of Birth»    | 54 | —  | —  | —  | Accident of Birth    |
| 1997 | «Man of Sorrows» §#    | —  | —  | —  | —  | Accident of Birth    |
| 1998 | «Killing Floor» §      | —  | —  | —  | —  | The Chemical Wedding |
| Символ «—» означає, що реліз не потрапив до чарту або не виходив у цій країні. «§» — реліз лише для Японії. # — промосингл для Великої Британії. |                        |    |    |    |    |                      |

## Відео-альбоми
| Альбом                                                                         | Найвищі місця в чартах | Найвищі місця в чартах | Найвищі місця в чартах | Найвищі місця в чартах | Найвищі місця в чартах | Найвищі місця в чартах | Найвищі місця в чартах | Примітка |
| Альбом                                                                         | ВЕЛ                    | ДАН                    | ФІН                    | ФРА                    | ITA                    | ШВЕ                    | США                    | Примітка |
| ------------------------------------------------------------------------------ | ---------------------- | ---------------------- | ---------------------- | ---------------------- | ---------------------- | ---------------------- | ---------------------- | --- |
| Dive! Dive! Live! - Вийшов: 1 липня 1991 - Лейбл: PMI (PMI49073) - Формат: VHS | —                      | —                      | —                      | —                      | —                      | —                      | —                      | Концерт відзнято в Лос-Анджелесі (Каліфорнія) 14 серпня 1990 року, під час американської частини турне Tattooed Millionaire. Його режисером був Джейис Юкіч, відомий за його роботою над мейденівським Live After Death. |
| Skunkworks Live Video - Вийшов: 1997 - Лейбл: Victor (VIVP-66) - Формат: VHS   | —                      | —                      | —                      | —                      | —                      | —                      | —                      | Концерт записаний 31 травня і 1 червня 1996 року в Памплоні та Жироні (Іспанія) під час світового турне Skunkwoks. Його режисером був Джуліан Дойл. Вийшов лише в Японії.                                                |
| Anthology - Вийшов: 20 червня 2006 - Лейбл: Sanctuary (SVE4011) - Формат: DVD  | 3                      | 3                      | 2                      | 20                     | 9                      | 10                     | 36                     | Набір з трьох DVD, який вмістив записи наживо Dive! Dive! Live! (1991), Skunkworks Live Video (1997) і Scream for Me Brazil (1999), а також промовідео і понад годину додаткових записів і невиданих зйомок.             |

## Відеокліпи
| Год  | Назва                  | Режиссёр        |
| ---- | ---------------------- | --------------- |
| 1990 | «Tattooed Millionaire» | Сторм Торґерсон |
| 1990 | «All the Young Dudes»  | Сторм Торґерсон |
| 1990 | «Dive! Dive! Dive!»    | Джим Юкіч       |
| 1990 | «Born in '58»          | Джим Юкіч       |
| 1994 | «Tears of the Dragon»  | Говард Грінхол  |
| 1994 | «Shoot All the Clowns» | Говард Грінхол  |
| 1996 | «Back From the Edge»   | Брюс Дікінсон   |
| 1996 | «Inertia»              | Брюс Дікінсон   |
| 1997 | «Man of Sorrows»       | Брюс Дікінсон   |
| 1997 | «Road to Hell»         | Брюс Дікінсон   |
| 1997 | «Accident of Birth»    | Брюс Дікінсон   |
| 1998 | «Killing Floor»        | Джуліан Дойл    |
| 1998 | «The Tower»            | Джуліан Дойл    |
| 2005 | «Abduction»            | Джуліан Дойл    |

## Бокс-сети
| Бокс-сет                                                               | Примітка |
| ---------------------------------------------------------------------- | --- |
| Alive - Вийшов: 23 травня 2005 - Лейбл: Sanctuary (86393) - Формат: CD | Трьохдисковий бокс-сет, який вмістив виступи наживо, Alive in Studio A/Alive at the Marquee (1995) і Scream for Me Brazil (1999). Світовий вихід відбувся 23 травня 2005 року, а 21 червня 2005 у США, щоб відсвяткувати вихід Tyranny of Souls. |

## Інші пісні
| Год  | Пісня                                     | Альбом                                            | Пр.    |
| ---- | ----------------------------------------- | ------------------------------------------------- | ------ |
| 1989 | «Bring Your Daughter... to the Slaughter» | Кошмар на вулиці В'язів 5: Дитя сну               | [ 31 ] |
| 1989 | «Smoke on the Water»                      | Rock Aid Armenia                                  | [ 32 ] |
| 1992 | «Elected»                                 | «Бін», спочатку вийшла для Comic Relief           | [ 33 ] |
| 1994 | «Sabbath Bloody Sabbath»                  | Nativity in Black: A Tribute to Black Sabbath     | [ 34 ] |
| 1997 | «Bohemian Rhapsody»                       | Friends for life                                  | [ 35 ] |
| 1997 | «Elected»                                 | Bean OST                                          | [ 36 ] |
| 1998 | «The Zoo»                                 | ECW: Extreme Music                                | [ 37 ] |
| 1998 | «Trumpets of Jericho»                     | Наречена Чакі                                     | [ 38 ] |
| 1998 | «Black Widow»                             | Humanary Stew: A tribute to Alice Cooper          | [ 39 ] |
| 2000 | «Into the Black Hole»                     | Universal Migrator Part 2: Flight of the Migrator | [ 40 ] |
| 2000 | «The One You Love to Hate»                | Resurrection                                      | [ 41 ] |
| 2000 | «Wannabe Gangstar»                        | Wheatus                                           | [ 42 ] |
| 2004 | «Shout it Out Loud»                       | Sheep in KISS Make Up                             | [ 43 ] |
| 2005 | «Beast in the Light»                      | Execution                                         | [ 44 ] |
| 2008 | «Chemical Wedding»                        | Chemical Wedding OST                              | [ 45 ] |
| 2008 | «Man of Sorrows»                          | Chemical Wedding OST                              | [ 45 ] |
| 2010 | «2 Minutes Silence»                       | Відео The Royal British Legion                    | [ 46 ] |